# Gurdon
Gurdon é uma cidade localizada no estado americano de Arkansas, no Condado de Clark.

## Demografia
Segundo o censo americano de 2000, a sua população era de 2276 habitantes.
Em 2006, foi estimada uma população de 2236, um decréscimo de 40 (-1.8%).

## Geografia
De acordo com o United States Census Bureau, a localidade tem uma área de 6,7 km², dos quais 6,5 km² cobertos por terra e 0,2 km² cobertos por água. Gurdon localiza-se a aproximadamente 87 m acima do nível do mar.

## Localidades na vizinhança
O diagrama seguinte representa as localidades num raio de 24 km ao redor de Gurdon.